# Deh Šū
Deh Šū es una ciudad de Afganistán, perteneciente al distrito de su nombre, en la provincia de Helmand. Su población es de 9.482 habitantes (2007). Como otros asentamientos en el distrito, esta se localiza en el río Helmand.
- Datos: Q4570873